# شرطة الحماية من الغارات الجوية
شرطة الحماية من الغارات الجوية Luftschutzpolizei (LSP) (شرطة الحماية من الغارات الجوية) هي تنظيم الدفاع المدني المحلي في ألمانيا النازية.

## التكوين
كانت شرطة الحماية من الغارات الجوية هي خدمة الحماية المدنية المسؤولة عن إنقاذ ضحايا التفجيرات فيما يتعلق بـ Technische Nothilfe (خدمة الطوارئ الفنية) وشرطة الإطفاء (إدارات الإطفاء المهنية). تم إنشاؤه كخدمة الأمن والمساعدة ( Sicherheits und Hilfsdienst (SHD) ) في عام 1935، وتم تغيير اسمها إلى "Luftschutzpolizei" في أبريل 1942، عندما تم نقلها من سلطة وزارة الطيران إلى سلطة شرطة النظام. تمت عملية النقل كجزء من إعادة تنظيم الدفاع المدني الألماني الناجم عن الخسائر الفادحة التي لحقت من تفجيرات الحلفاء لأهداف مدنية. تم نقل SHD المحلي إلى شرطة النظام باسم Luftschutzpolizei. تم نقل الأعمدة الاحتياطية المتنقلة إلى لوفتفافه، ككتائب إنقاذ آلية، وتوسعت بشكل كبير.   

## التنظيم
تنتمي شرطة الحماية من الغارات الجوية إلى الشرطة الفنية المساعدة مع خدمة الطوارئ التقنية وإدارات مكافحة الحرائق التطوعية.  وكانت تابعة لقائد الدفاع المدني المحلي (الشرطة الوقائية أو مفوض الشرطة البلدية )، وتحت القيادة المباشرة لقائد شرطة الحماية المحلية (Kommandeuer der Schutzpolizei)، الذي يمارس القيادة التكتيكية خلال عمليات الحماية من الغارات الجوية.  في شرطة النظام، تمت معالجة شؤون الدفاع المدني من قبل مفتشية الحماية من الغارات الجوية وشرطة الحماية من الغارات الجوية. 
تضم شرطة الحماية من الغارات الجوية الخدمات التالية: 
- خدمة مكافحة الحرائق وإزالة التلوث (FE)
- خدمات الإصلاح والهدم والإنقاذ (1)
- الخدمات الطبية والإسعافات الأولية
- خدمة الإسعافات الأولية البيطرية (V)
- الفرق الفنية المتخصصة (H)

تم تنظيم شرطة الحماية من الغارات الجوية في Abteilungen ( الكتائب ) وBereitschaften ( السريات ) وZüge ( الفصائل) و Gruppen ( حظائر ) و Trupps ( فرق ). 
ضمت شرطة الحماية من الغارات الجوية في هامبورغ في عام 1943 9300 عضوا، نظمت على النحو التالي: 
- 30 سرية إف
- 18 فصيلة اف (ماء)
- 18 سرية
- 13 سرية
- 72 مركز الغارات الجوية الطبية
- 3 مستودعات الإمداد الطبي
- 7 مراكز الغارات الجوية البيطرية
- 5 ح سرية.

## عتاد

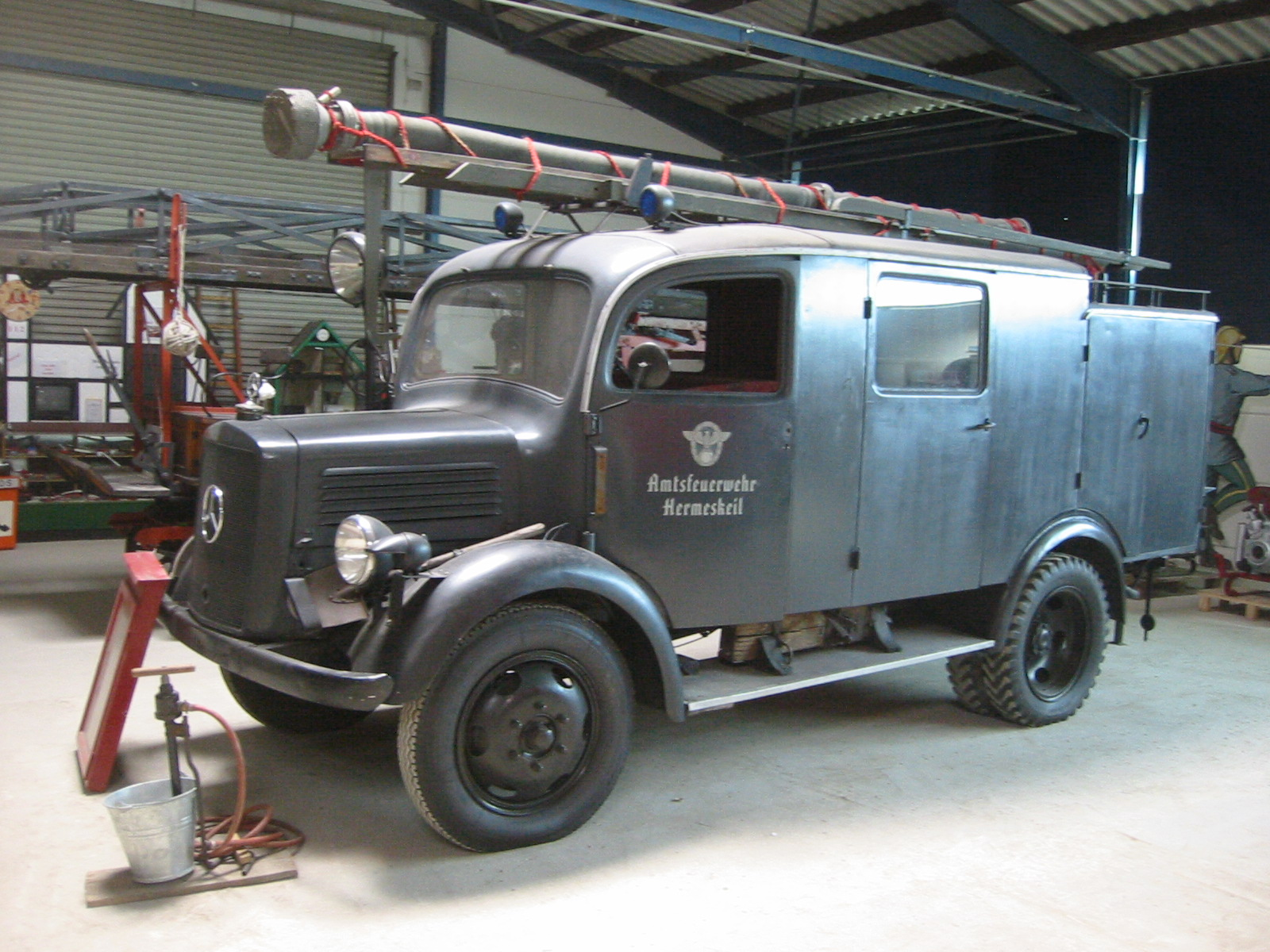
اللون الرمادي الغامق.

تم تجهيز إحدى سريات مكافحة الحرائق وفقًا لجدول المعدات بالمركبات التالية. في الواقع، لا يمكن الحفاظ على هذا المعيار دائمًا. 
- محركان لإطفاء الحريق LF-25 بسعة 2،500 لتر ماء في الدقيقة.
- محركان لإطفاء الحريق LF-15 بسعة 1500 لتر من المياه في الدقيقة.
- محركان لإطفاء الحريق LF-8 بسعة 800 لتر ماء في الدقيقة.
- 1 خرطوم السيارة
- 1 سلم شاحنة ، كبير